# Amir Shelah
Amir Shelah (11 luglio 1970) è un ex calciatore israeliano, di ruolo difensore.

## Palmarès

### Club

#### Competizioni nazionali
- Campionato israeliano:

Maccabi Tel Aviv: 1991-1992, 1994-1995, 1995-1996
- Coppa d'Israele: 4

Maccabi Tel Aviv: 1993-1994, 1995-1996, 2000-2001, 2001-2002
- Toto Cup: 1

Maccabi Tel Aviv: 1992-1993